# Tursdale
Tursdale – osada w Anglii, w hrabstwie Durham, w civil parish Cassop-cum-Quarrington. Leży 8 km na południowy wschód od miasta Durham i 369 km na północ od Londynu.